# 悪の組織の求人広告
『悪の組織の求人広告』（あくのそしきのきゅうじんこうこく）は、喜友名トトによる日本のライトノベル。元々は2ちゃんねるのスレッド「奇声をあげて威嚇するだけの簡単なお仕事です」から生まれ、オンライン小説として小説家になろうにて2013年12月から連載されている。2014年8月からMFブックス（KADOKAWA）より書籍化刊行され、2016年1月まで刊行された後、改稿されNOVEL 0（KADOKAWA）より再刊行された。書籍版のイラストはMFブックス版・NOVEL 0版ともに虎龍が担当。
メディアミックスとして、優輝光太朗によるコミカライズが『ヤンチャンWeb』（秋田書店）で2023年11月30日から連載されている。

## 登場人物
小森寧人(こもり ねいと)
本作の主人公。自堕落に過ごしていたニートの青年だったが、ある日、世界的大企業である悪の組織『メタリカ』の奇妙な求人広告を見つけ応募してみることにした。難関面接をクリアすると、庶務課というザコキャラの戦闘員に配属され、正義とされている白銀の騎士・ディランに挑む。

## 既刊一覧

### 小説

#### MFブックス版
- 喜友名トト（著）・虎龍（イラスト）、KADOKAWA〈MFブックス〉、全4巻
  - 『悪の組織の求人広告 1 〜新入社員立志編〜』、2014年8月25日発売[4]、ISBN 978-4040669625
  - 『悪の組織の求人広告 2 〜営業部覚醒編〜』、2014年11月25日発売[5]、ISBN 978-4040671819
  - 『悪の組織の求人広告 3 〜栄転飛躍編〜』、2015年6月25日発売[6]、ISBN 978-4040676951
  - 『悪の組織の求人広告 4 〜組織頂点編〜』、2016年1月25日発売[7]、ISBN 978-4040679648

#### NOVEL 0版
- 喜友名トト（著）・虎龍（イラスト）、KADOKAWA〈NOVEL 0〉、全2巻
  - 『悪の組織の求人広告』、2017年2月15日発売[8]、ISBN 978-4042560432
  - 『悪の組織の求人広告 2』、2017年3月15日発売[9]、ISBN 978-4042560449

### 漫画
- 喜友名トト（原作）・虎龍（原作イラスト）・優輝光太朗（漫画） 『悪の組織の求人広告』 秋田書店〈ヤングチャンピオン・コミックス〉、既刊3巻（2025年7月25日現在）
  1. 2024年6月27日発売[10][11]、ISBN 978-4-253-31301-8
  2. 2024年12月25日発売[12]、ISBN 978-4-253-31302-5
  3. 2025年7月25日発売[13]、ISBN 978-4-253-31303-2